# Zezhou
Zezhou är ett härad som lyder under Jinchengs stad på prefekturnivå i Shanxi-provinsen i norra Kina.